# El Briseño (Los Briseño)
El Briseño (Los Briseño) es una localidad del municipio de Zacoalco de Torres ubicado en la región sur del estado mexicano de Jalisco.

## Geografía
La localidad se ubica a 3.3 kilómetros (en dirección oeste) de la localidad de Zacoalco de Torres, la cabecera y lugar más poblado del municipio. Se sitúa en las coordenadas geográficas 20°14′21″N 103°35′43″O / 20.239167, -103.595278, a una elevación de 1,359 metros sobre el nivel del mar.

## Demografía
Según el Conteo de Población y Vivienda 2020, efectuado por el Instituto Nacional de Estadística y Geografía, la localidad de El Briseño (Los Briseño) tiene 309 habitantes, de los cuales 146 son del sexo masculino y 163 del sexo femenino. Su tasa de fecundidad es de 2.37 hijos por mujer y tiene 79 viviendas particulares habitadas.
| Gráfica de evolución demográfica de El Briseño (Los Briseño) entre 1950 y 2020 |
|                                                                                |
| INEGI.                                                                         |